# قرار مجلس الأمن التابع للأمم المتحدة رقم 250
قرار مجلس الأمن التابع للأمم المتحدة رقم 250 اعتمد بالإجماع في 27 أبريل 1968، وقد حذر إسرائيل من عقد موكب يوم الاستقلال في القدس، عاصمة إسرائيل المعلنة. وتجاهلت إسرائيل هذا القرار. وردا على ذلك، أصدر المجلس القرار 251 الذي يدين أعمال إسرائيل.